# مارتین یورگنسن
مارتین یورگنسن (انگلیسی: Martin Jørgensen؛ زادهٔ ۶ اکتبر ۱۹۷۵) یک بازیکن فوتبال سابق اهل دانمارک است و در حال حاضر به عنوان کمک مربی در باشگاه ورزشی آرهوس فعالیت می‌کند.
از باشگاه‌هایی که در آن بازی کرده‌است می‌توان به فیورنتینا، اودینیزه، و آرهوس اشاره کرد.
وی همچنین در تیم ملی فوتبال دانمارک بازی کرده‌است و در جام‌های جهانی ۱۹۹۸، ۲۰۰۲ و ۲۰۱۰ از اعضای این تیم بود.